# Charles au jersey rayé
Charles au jersey rayé (en néerlandais : Charles met streepjestrui) est une peinture à l'huile de l'artiste belge Henri Evenepoel datant de 1898.

## Histoire
Le portrait a été peint par Evenepoel en 1898.
En 2008, le tableau est donné au Fonds du patrimoine de la Fondation Roi Baudouin par les enfants d'Anne et André Leysen,.

## Description
Le tableau puise dans l’imaginaire symboliste,. Le jeune garçon a le regard orienté vers le côté. Il porte un chandail à rayures et un pantalon noir.
Evenepoel est surtout réputé pour ses portraits d’enfants. Il avait l’habitude de prendre pour modèles des enfants de son entourage, plus particulièrement les trois enfants de sa cousine Louise Van Mattemburgh. Le cadet de la fratrie s’appelait Charles. Charles, né d’une relation défendue que l’artiste entretenait avec sa cousine Louise, était le fils du peintre. Parce qu’il est le fruit d’une union illégitime, Evenepoel représente l’enfant différemment des deux filles de sa cousine. Dans chaque portrait fait de lui, l’enfant a une attitude taciturne, empreinte d’une certaine gravité.
Charles au jersey rayé se distingue des autres portraits d’enfants par l’utilisation d’aplats géométriques de couleurs chaudes qui ont pour effet de détacher le jeune garçon de la pièce. La pièce vide exprime simultanément la distance séparant le père et son fils.

## Timbres
Vers 1972, près de cent ans après la naissance de Henri Evenepoel, la poste belge a édité deux timbres à la mémoire du peintre. Un des deux timbres représente le portrait de Charles au jersey rayé, l’autre un portrait de sa sœur Henriette coiffée d’un chapeau.